# Ana Magdalena Appel
Ana Magdalena Appel, (después conocida como Ana Magdalena de Hochstädten), (Darmstadt, 8 de marzo de 1846-Wiesbaden, 19 de diciembre de 1917) fue una bailarina alemana, consorte morganática del gran duque Luis III de Hesse.

## Biografía
Ana Magdalena fue la última de las hijas de Juan Enrique Appel y su segunda esposa, Luisa Cristiana d'Amour. Su padre murió a los pocos meses de su nacimiento, el 21 de noviembre de 1846.

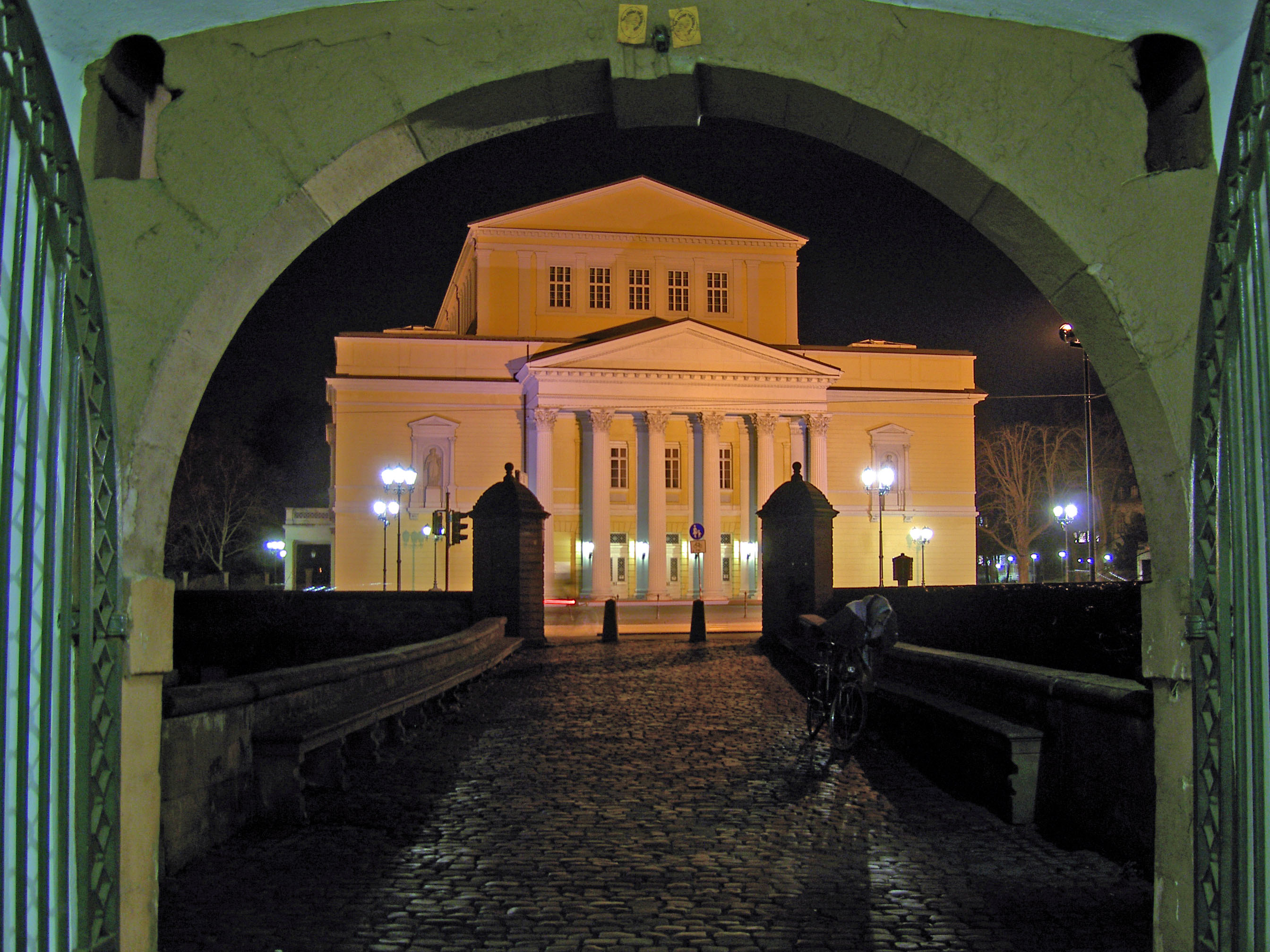
Teatro de corte de Darmstadt (Hoftheater) donde Ana Magdalena realizó su carrera como bailarina.

Desarrolló su carrera de bailarina de ballet en el Hoftheater de Darmstadt, su ciudad natal y capital del gran ducado de Hesse. En esos años su hermana Johanette era bailarina solista en ese mismo teatro. Con los años la propia Ana Magdalena llegaría a ser bailarina solista.
En 1862 el soberano de este estado, Luis III había quedado viudo y sin hijos de Matilde Carolina de Baviera. Luis III era un gran aficionado a las artes y de esta forma conoció a Ana Magdalena. Tras haberla ennoblecida como baronesa de Hochstädten once días antes, el 20 de junio de 1868 contrajeron matrimonio morganático. Con ocasión del matrimonio y en contra de la idea inicial de Luis III, tuvo que abandonar los escenarios por indicación del gran mariscal de la corte, barón Félix María de Capellen.
También en este período, Ana Magdalena ejerció una cierta influencia en los asuntos artísticos del gran ducado. 

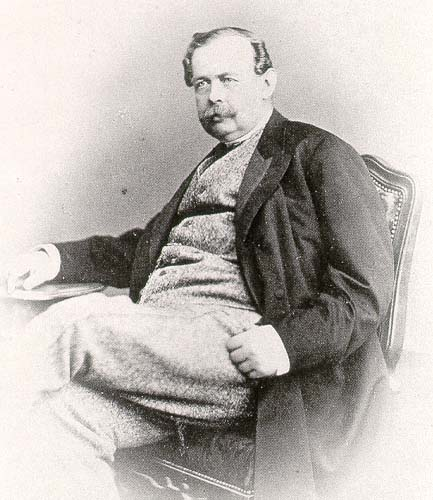
Luis III de Hesse, esposo de Ana Magdalena, en su vejez

La personalidad de Luis III de Hesse se había ido transformando con la edad, hasta el punto de mantener en todos sus palacios unas habitaciones con características similares: enteladas en verde y con muebles de caoba destinadas a habitarlas periódicamente. Ana Magdalena cuidó en sus últimos años a su esposo, especialmente en los momentos previos a su muerte en 1877. Su marido la conocía como Lena. Es en los momentos finales de Luis III cuando la familia granducal conoce a Ana Magdalena, por necesidad, al no querer separarse esta de su marido en su agonía. Después la familia granducal la tuvo siempre en gran consideración y le asignó una pensión anual. Alejandro de Hesse, hermano de Luis III describió a Ana Magdalena, en carta a su hermana María, esposa de Alejandro II de Rusia como:
Es una mujer fina, de unos treinta años, con ojos y dientes hermosos. Una verdadera hija del pueblo, sencilla y leal. Ha cuidado a nuestro hermano durante nueve años.
No obstante otros familiares no deseaban su presencia en la residencia de su difunto esposo. A Ana Magdalena ya se le había dado dinero y una casa en Darmstadt durante la vida de su esposo, y después de su muerte también se aseguró económicamente con una renta vitalicia. Trasladó su residencia a la cercana ciudad de Wiesbaden, situada en el reino de Prusia. En sus últimos años, prohijó a su sobrina Ana Magdalena Frobenius y viajó intensamente. Sobrevivió 40 años a su marido.

## Títulos
- Baronesa de Hochstädten. (9 de junio de 1868, Gran ducado de Hesse)[11]

### Individuales
1. ↑  «Wer war die „Freiin von Hochstädten“» [¿Quién fue la baronesa de Hochstädten?].
2. ↑  «III. Hof-Etat. IV. Hof-Aemter. 4. Hof-theater und hof-musik-direction. Hofballet.». Hof- und Staatshandbuch des Großherzogtums Hessen: 185. 1865.
3. ↑  «Darmstadt. Hofballet». Deutscher Bühnenalmanach (en alemán). 1865. p. 94. Consultado el 12 de diciembre de 2021.
4. 1 2  «Neuer Theater-Almanach: Theatergeschichtliches Jahr- und Adressen ...». Neuer Theater-Almanach: 223. 1895.
5. ↑  «Darmstadt». Augsburger Tagblatt (138). 13 de junio de 1877. p. 1419.
6. ↑  Müller, Wilhelm (1878). Thronwechsel in Hessen. «Politische geschichte der gegenwart». Politische geschichte der gegenwart (en alemán) (J. Springer) XI: 89. Consultado el 12 de diciembre de 2021.
7. 1 2  Corti, 1934, p. 227.
8. ↑  «III. Hof-Etat. I. Oberst-HofÄmter». Hof- und Staatshandbuch des Großherzogtums Hessen:: 178. 1865.
9. ↑  Vickers, Hugo (2002). «2. The Battenbergs». Alice: Princess Andrew of Greece (en inglés). Nueva York: St. Martin's Press. p. 5.
10. ↑  Corti, 1934, p. 228.
11. ↑  «Hochstädten». Gothaisches genealogisches Taschenbuch der freiherrlichen Häuser (en alemán) (Julius Perthes.) 43: 378. 1893. Consultado el 12 de diciembre de 2021.